# Brefni O'Rorke
Brefni O'Rorke (26 de junho de 1889 – 11 de novembro de 1946) foi um ator irlandês durante a era do cinema mudo. Ele foi padrasto de Cyril Cusack.

## Filmografia parcial
- The Ghost of St. Michael's (1941)
- Love on the Dole (1941)
- This Man Is Dangerous (1941)
- Jeannie (1941)
- Perfect Strangers (1945)
- Murder in Reverse (1945)
- The Voice Within (1945)
- I See a Dark Stranger (1946)
- The Root of All Evil (1947)
- Green Fingers (1947)
- The Upturned Glass (1947)
- Jassy (1947)